# Cruet (AOC)
Le cruet, ou vin de Savoie Cruet, est un vin blanc de Savoie, produit sur la commune de Cruet. C'est une dénomination géographique au sein de l'appellation d'origine contrôlée vin de Savoie depuis 1973.

## Histoire
Les parcelles du vignoble de Cruet ont longtemps été la possession de l'Église, avant d'être vendues au agriculteurs locaux, sous la Révolution française.

## Situation géographique
Situé à l'est de Chambéry, le vignoble des vins de Savoie Cruet est localisé sur la totalité de la commune de Cruet, exclusivement. 

### Géologie
Situé dans le massif des Bauges, le vignoble est exposé sud-est, sur un sol composé d’éboulis de calcaire. Une partie des sols sont également composés d'alluvions, moraines glaciaires, et terrasses fluviales.

### Climat
Le vignoble de Cruet bénéficie d'un climat continental, de type montagnard, avec quelques influences méditerranéennes.

## Vignoble

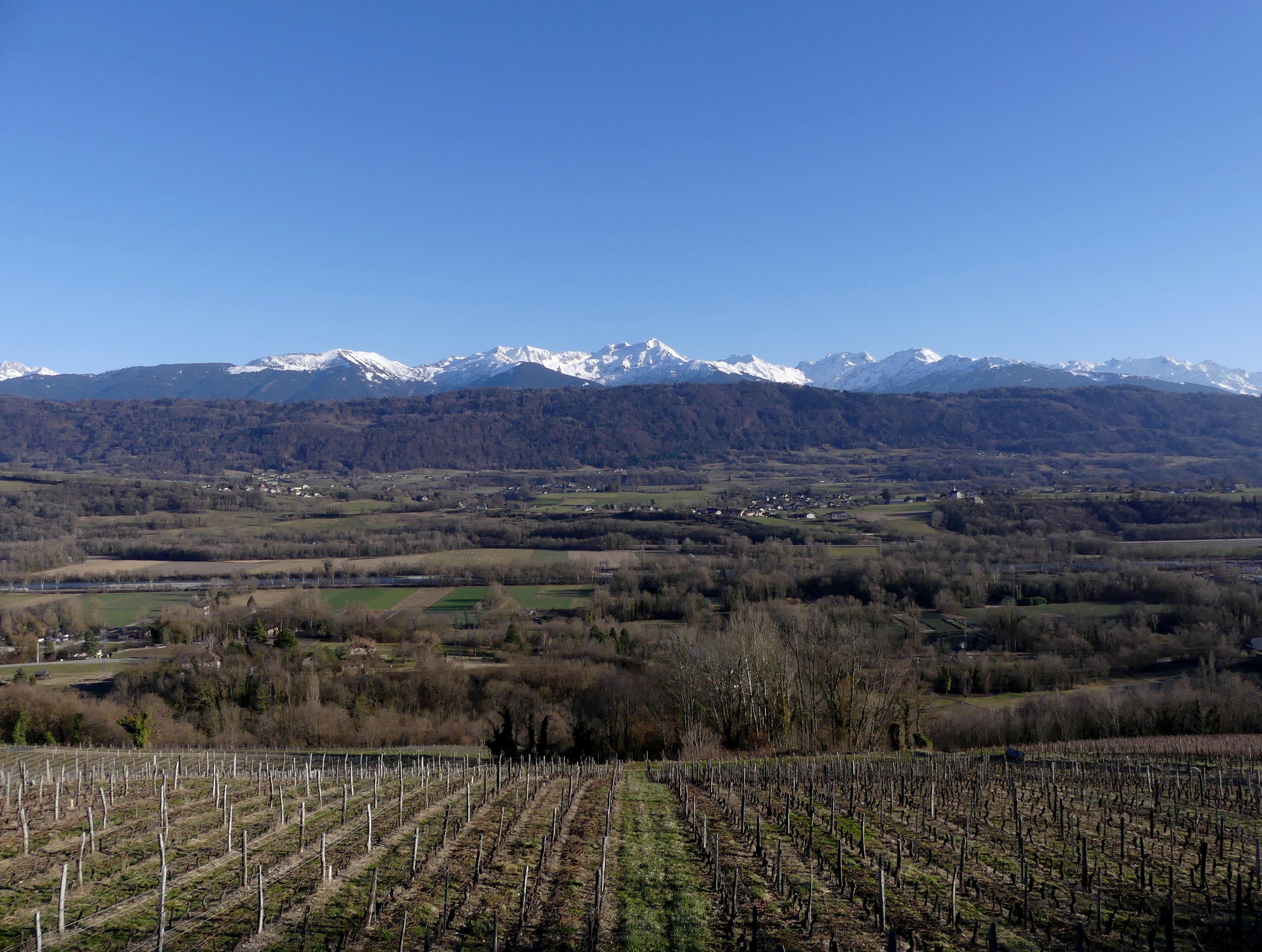
Vignobles sur les pentes de Cruet en hiver, face à la combe de Savoie.

Les vins de Savoie Cruet ne sont vinifiés qu'en vin tranquille blanc. L'encépagement se fait majoritairement de jacquère. Les cépages complémentaires sont l'aligoté, l'altesse, le chardonnay, la mondeuse blanche et le veltliner rouge précoce. La production est d'un peu plus de 509 hl/an.

### Terroir et vins
Ce terroir viticole fait partie de l’ancien vignoble du piémont du massif des Bauges. Ce fut après le phylloxéra, que celui-ci, jusqu'alors composé de grands domaines, s'émietta. Ces parcelles furent achetées par de petits propriétaires-éleveurs qui permirent une renaissance des vignes dès 1893. Le meilleur terroir se situe sur le versant sud des Bauges, car « en plus d’une exposition favorable, les sols sont persifiés : anciennes moraines glaciaires, éboulis calcaires et cônes de déjection ».

### Vinification et élevage
Dans la vinification en blanc la fermentation se déroule en dehors de tout contact avec les parties solides de la vendange (pépins, peaux du raisin, rafles). Le but de cette vinification est de faire ressortir le maximum des arômes contenus d'abord dans le raisin, ensuite en cours de fermentation, enfin lors du vieillissement.
L'extraction du jus et sa séparation des parties solides peuvent être précédés par un éraflage, un foulage et un égouttage, pour passer ensuite au pressurage. Mais ces phases sont évités par nombre de vinificateurs pour éviter l'augmentation des bourbes. Le choix se porte sur une extraction progressive du jus puis un débourbage qui permet d'éliminer toute particule en suspension. La maîtrise des températures s'impose lors de la fermentation alcoolique. Elle se déroule entre 18 et 20° et dure entre 8 et 30 jours selon le type de vin désiré.

### Types de vins et gastronomie
Le vin de Savoie Cruet développe des arômes minéraux, de fruits blancs à noyaux, avec une légère longueur acidulée. « Ce vin sec et très fruité développe ses arômes de pierre à fusil. Idéal en entrée avec de la charcuterie, parfait pour la fondue Savoyarde »Il s'accorde très bien avec certains fromages de Savoie, les crustacés, les crudités, certaines charcuteries dont les diots. Les vins sont généralement à boire dans les 2 ans, mais certains peuvent se garder jusqu'à 10 ans.